# Идвал ап Анарауд
И́двал ап Ана́рауд (Идвал Лысый; валл. Idwal Foel ap Anarawd; погиб в 942 году) — правитель валлийского королевства Гвинед. Вильям Мальмсберийский в своей «Истории английских королей» (лат. Gesta Regum Anglorum) назвал его «королём бриттов».

## Биография

### Правление
Идвал унаследовал трон Гвинеда в 916 году, когда умер его отец Анарауд ап Родри. В 918 году Идвал вместе с другими валлийскими правителями, среди которых был и Хивел Добрый, был вынужден признать своим сюзереном английского короля Эдуарда. Идвал продолжил поддерживать отношения и с наследником Эдуарда Этельстаном, двор которого он неоднократно посещал в период с 928 по 937 год. После смерти Этельстана Идвал и его брат Элисед восстали против англосаксов, но в 942 году оба погибли в бою, при этом они упоминаются в Хронике Принцев Уэльса как сыновья Родри Великого, хотя в Гвентианской хронике есть одна совместная запись одновременно о братьях и об Идвале сыне Родри Великом.
После Идвала власть в Гвинеде должна была перейти к его сыновьям Иаго и Идвалу, обычно называемому Иейавом, но Хивел ап Каделл, правивший почти всем югом Уэльса, вторгся в Гвинед и изгнал сыновей Идвала, захватив трон. После смерти Хивела в 950 году сыновья Идвала вернули себе престол Гвинеда.

### Семья
Матерью его сына Мейрига называется Авандрег, дочь Мерфина, сына Родри Великого:
- Мейриг,[8]
- Иефан[8]
- Иаго
- Кинан[8]
- Идвал, также известен, как «Иейав» («молодой»), иначе «Идвал Младший»
- Родри